# 阿历山大南达林奇
阿历山大南达林奇，马来西亚政治人物，砂拉越政黨聯盟土著保守联合党黨員，现砂拉越州加帛国会议员。他是土保党前黨魁敦朱加·阿·巴冷的孫子，也是砂人民党前党员，曾擔任海運公司董事長以及鄉村與區域發展部副部長。2020年3月10日至2021年8月16日加入内阁担任国内贸易及消费人事务部部长。